# Westküstenleitung

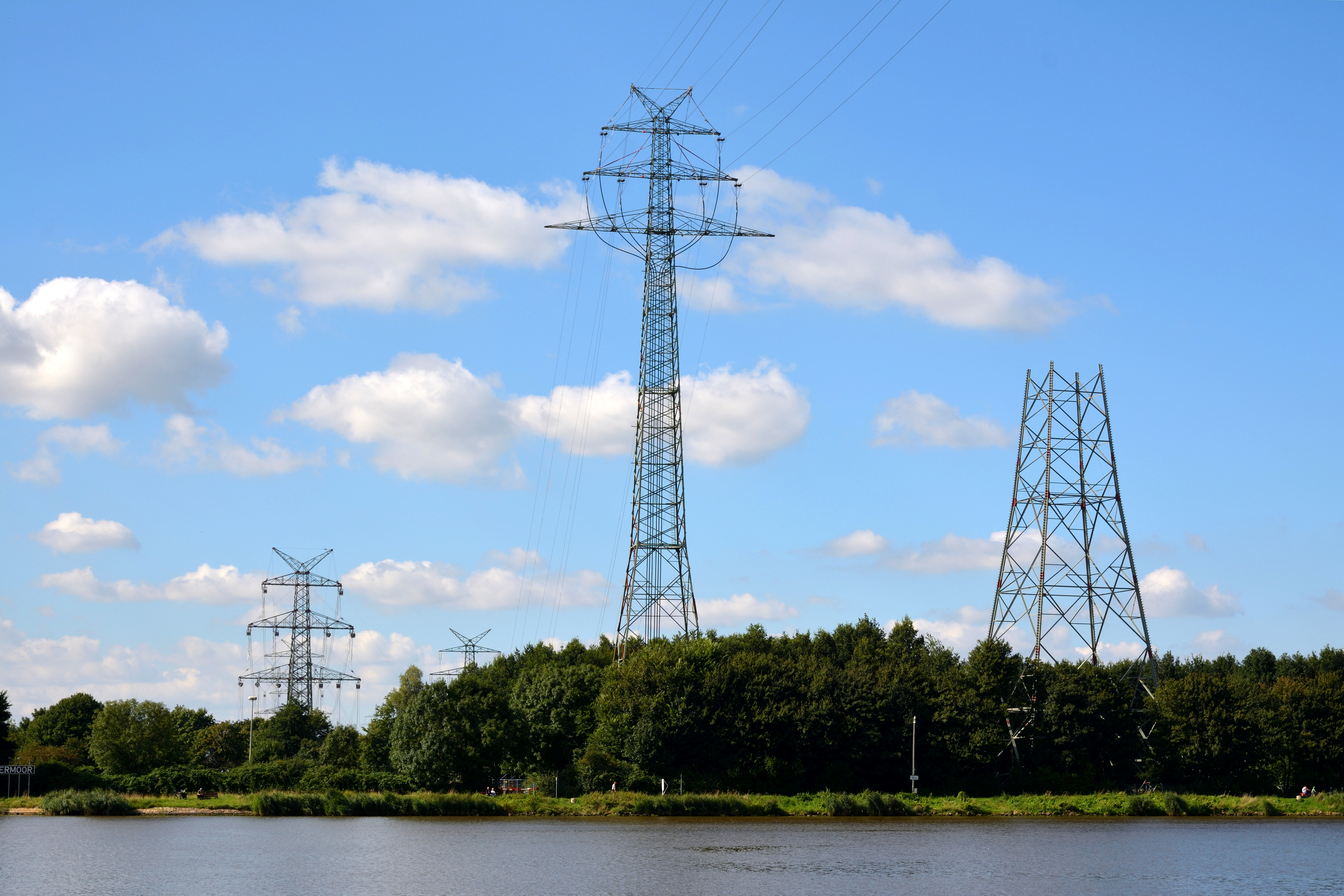
Aufbau eines Mastes am Nord-Ostsee-Kanal

Die Westküstenleitung ist eine Drehstrom-Höchstspannungs-Freileitung mit 380 kV im Bundesland Schleswig-Holstein. Sie führt entlang der Nordseeküste von Brunsbüttel über Heide (Holstein), Husum und Klixbüll bis nach Böglum an der dänischen Grenze und soll in Dänemark am Knotenpunkt Endrup (Esbjerg Kommune) mit dem dänischen Höchstspannungsnetz verknüpft werden. Seit dem Baubeginn 2015 sind nach und nach bis 2023 die fünf Abschnitte auf deutscher Seite bis zum Interkonnektor in Betrieb genommen worden. Der grenzüberschreitende Abschnitt auf der dänischen Seite ist wegen Verzögerungen noch nicht in Betrieb. Der Übertragungsnetzbetreiber TenneT TSO führt das Projekt auf deutscher Seite aus, auf dänischer Seite das Unternehmen Energinet.

## Bedeutung
Die auf deutschem Gebiet 138 Kilometer lange Leitung ist die westlichste von insgesamt drei neu entstehenden Nord-Süd-Stromtrassen in Schleswig-Holstein. Sie verbindet die Umspannwerke Brunsbüttel, Süderdonn (ehemals Umspannwerk Barlt), Heide-West, Husum-Nord und Klixbüll-Süd miteinander. An der Westküste Schleswig-Holsteins gibt es große Windparks; die neue Leitung nimmt die dort erzeugte Windenergie an den Umspannwerken auf und transportiert sie nach Süden. Die zuvor hierfür genutzten 110-kV-Leitungen reichten nicht mehr aus, um die im Zuge des Repowerings stark angestiegenen Strommengen aufzunehmen.
Große Teile der neuen Leitung entstanden in bestehenden 110-kV-Stromtrassen; die dafür demontierte Leitung wurde auf einer Zusatztraverse auf den neuen Leitungsmasten mitgeführt.
Das Bauvorhaben ist seit 2013 im Bundesbedarfsplangesetz (BBPlG) als Vorhaben Nr. 8 aufgeführt, womit dem Projekt eine hohe Priorität zugemessen wird.
Die Übertragungskapazität liegt bei mehr als 7,7 GW.
Durch die Führung der Leitung über das Umspannwerk Klixbüll hinaus weiter nach Norden in Richtung Dänemark und eine weitere Anbindung an das dänische Netz soll die Übertragungskapazität zwischen den Stromnetzen beider Länder erhöht werden. Mit der Fertigstellung soll zusammen mit der Mittelachse mehr als 10 GW Stromaustausch mit Dänemark möglich werden.

## Baugeschichte
Am 8. Juni 2015 wurde mit dem Bau der Leitung im südlichen Abschnitt (Brunsbüttel–Süderdonn) begonnen. Dieser 14 Kilometer lange Abschnitt wurde am 12. Dezember 2016 fertiggestellt. Mit der Inbetriebnahme dieses kurzen Abschnittes ging die Abregelung von Windkraftanlagen bereits um einige Prozent zurück.
Der Bau vom nächsten Abschnitt von Süderdonn bis Heide mit einer Länge von 23 Kilometern wurde nach Erlass des Planfeststellungsbeschlusses am 30. Mai 2016 im folgenden November begonnen und die Teilstrecke am 13. September 2019 offiziell in Betrieb genommen.
Am 30. März 2017 wurde der Planfeststellungsbeschluss für den dritten und längsten Abschnitt von Heide West nach Husum Nord erlassen. Nach Änderung von Wegerechten, um Gemeinden und Anwohnern entgegenzukommen, begann der Bau im September 2018.
Die bauvorbereitenden Maßnahmen für das Umspannwerk Husum begannen zuvor im April 2017. Kampfmittelräumungsarbeiten fanden statt; zudem wurde eine Zufahrt zur geplanten Baustelle von der Bundesstraße 5 errichtet. Der Bau des eigentlichen 380/110kV-Umspannwerkes wurde im Juli 2017 begonnen.
Im Januar 2020 wurde der Planfeststellungsbeschluss für den vierten Abschnitt von Husum nach Klixbüll erlassen. Die Inbetriebnahme der gesamten Leitung bis Klixbüll wurde seitens TenneT für das Jahr 2022, die Fortsetzung nach Dänemark bis 2023 anvisiert.
Ende September 2021 wurde der dritte Bauabschnitt von Heide bis Husum offiziell in Betrieb genommen. Neu errichtet wurde hierfür bei Husum auch ein Umspannwerk mit einer Leistung von 1,2 GW, das die 380-kV-Leitung mit dem 110-kV-Verteilnetz verbindet.
Die Planfeststellung für den fünften Abschnitt, die Leitung bis zur dänischen Grenze, erfolgte am 28. Juni 2022.
Anfang November 2022 wurde der vierte Abschnitt der Westküstenleitung bis Niebüll nach mehrwöchigem Probebetrieb im Beisein von Energieminister Robert Habeck offiziell in Betrieb genommen.
Im Oktober 2023 ging der fünfte und auf deutscher Seite letzte Bauabschnitt offiziell in Betrieb. Der Anschluss ans dänische Netz ist für 2025 vorgesehen, war aber mit Stand Mai 2025 wegen Verzögerungen auf der dänischen Seite noch nicht in Betrieb.

## Verlauf
Vom Umspannwerk Brunsbüttel, das sich direkt am mittlerweile stillgelegten Kernkraftwerk Brunsbüttel befindet, verläuft die Leitung zunächst nach Osten, anschließend scharf nach Norden und dann nach Westen. Sie nimmt auf den nächsten 9,3 km eine 110-kV-Leitung mit und zweigt in nordwestliche Richtung ab. Dann wird der Nord-Ostsee-Kanal mit zwei 99 Meter hohen Masten gekreuzt und das Umspannwerk Süderdonn erreicht.
Von Süderdonn aus führt die Leitung weiter nach Norden, westlich an Meldorf vorbei und erreicht das Umspannwerk Heide-West. Auch in diesem 23 Kilometer langen Abschnitt wird eine in der Trasse verlaufende 110-kV-Leitung auf denselben Masten mitgeführt.
Am Standort Heide soll perspektivisch bis Anfang der 2030er Jahre auch ein Drehkreuz für mehrere HGÜ-Leitungen entstehen. Dieses soll sowohl von See ankommende HGÜ-Leitungen mit einer weiterführenden HGÜ-Leitung in den Raum Klein Rogahn nahe Schwerin verbinden und zudem über eine gemeinsam genutzte Konverterstation die verschiedenen Leitungen eine Verbindung zum Höchstspannungsnetz in Heide verbinden. Im Gegensatz zu herkömmlichen Gleichstromleitungen, die als Punkt-zu-Punkt-Verbindungen ausgeführt sind, würden hier drei unterschiedliche HGÜ-Leitungen durch eine einzelne Konverterstation miteinander vernetzt.
Der folgende 45 Kilometer lange Abschnitt umgeht die Stadt Heide im Westen und Norden und führt in nordöstliche, dann wieder in nordwestliche Richtung in den Trassenraum einer weiteren 110-kV-Leitung, die auf einer Zusatztraverse montiert wird, an Friedrichstadt vorbei zum Umspannwerk Husum-Nord bei Horstedt.
Nördlich von Husum führt der 38 Kilometer lange Abschnitt in nordwestliche Richtung mit der 110-kV-Leitung an Bredstedt vorbei zum Umspannwerk Klixbüll Süd.
Vom Umspannwerk Klixbüll Süd führt der auf der deutschen Seite letzte Abschnitt von ca. 16 Kilometern bis nach Böglum an der dänischen Grenze.

### Leitungsabschnitte in Schleswig-Holstein
| Nr.               | Abschnitt                 | Status            | Fertigstellung    | Masten  | Länge (km) |
| ----------------- | ------------------------- | ----------------- | ----------------- | ------- | ---------- |
| 1                 | Brunsbüttel – Süderdonn   | in Betrieb        | 12/2016           | 42      | 13,5       |
| 2                 | Süderdonn – Heide West    | in Betrieb        | 09/2019           | 58      | 22,7       |
| 3                 | Heide West – Husum Nord   | in Betrieb        | 09/2021           | 130     | 46,1       |
| 4                 | Husum Nord – Klixbüll Süd | in Betrieb        | 11/2022           | 104     | 38,0       |
| 5                 | Klixbüll Süd – Böglum     | in Betrieb        | 10/2023           | 37      | ca. 16     |
| Gesamtlänge (km): | Gesamtlänge (km):         | Gesamtlänge (km): | Gesamtlänge (km): | ca. 136 | ca. 136    |